# 10 Downing Street
10 Downing Street, cunoscută colocvial în Regatul Unit sub numele de numărul 10, formează, împreună cu Biroul Cabinetului de la 70 Whitehall, sediul Guvernului Regatului Unit și reședința și biroul oficial al Primului Lord al Trezoreriei, funcție care a fost deținută timp de o mare parte din secolele al XVIII-lea și al XIX-lea și continuu din 1905 de Primul Ministru al Regatului Unit .
Situată pe Downing Street în City of Westminster, Londra, numărul 10 are peste 300 de ani și conține aproximativ 100 de camere. O reședință privată ocupă etajul al treilea, iar la subsol există o bucătărie. Celelalte etaje conțin birouri și săli de conferințe, recepție, sufragerii, unde lucrează premierul și unde sunt întreținuți miniștrii guvernamentali, liderii naționali și demnitarii străini. În spate se află o curte interioară și o terasă cu vedere la o grădină de 0,2 ha. Alăturată Parcului St James, numărul 10 se află în apropierea Palatului Buckingham, reședința londoneză a monarhului britanic și a Palatului Westminster, locul de întâlnire a ambelor case ale parlamentului .
Inițial compusă din trei case, numărul 10 a fost oferită de regele George al II-lea lui Sir Robert Walpole în 1732. Walpole a acceptat sub condiția ca darul să fie acordat biroului Primului Lord al Trezoreriei și nu lui personal. Walpole l-a angajat pe William Kent să combine cele trei case, iar această casă mai mare este cunoscută sub numele de 10 Downing Street.
Aranjamentul nu a fost un succes imediat. În ciuda dimensiunii sale și a locației convenabile în apropierea Parlamentului, puțini prim-miniștri au trăit acolo. Fiind scumpă de întreținut, neglijată și neîngrijită, numărul 10 a fost aproape de a fi demolată de mai multe ori, dar proprietatea a supraviețuit și a devenit legată de mulți oameni de stat și evenimente din istoria britanică. În 1985, Margaret Thatcher a spus că numărul 10 a devenit „una dintre cele mai prețioase bijuterii din moștenirea națională”. 

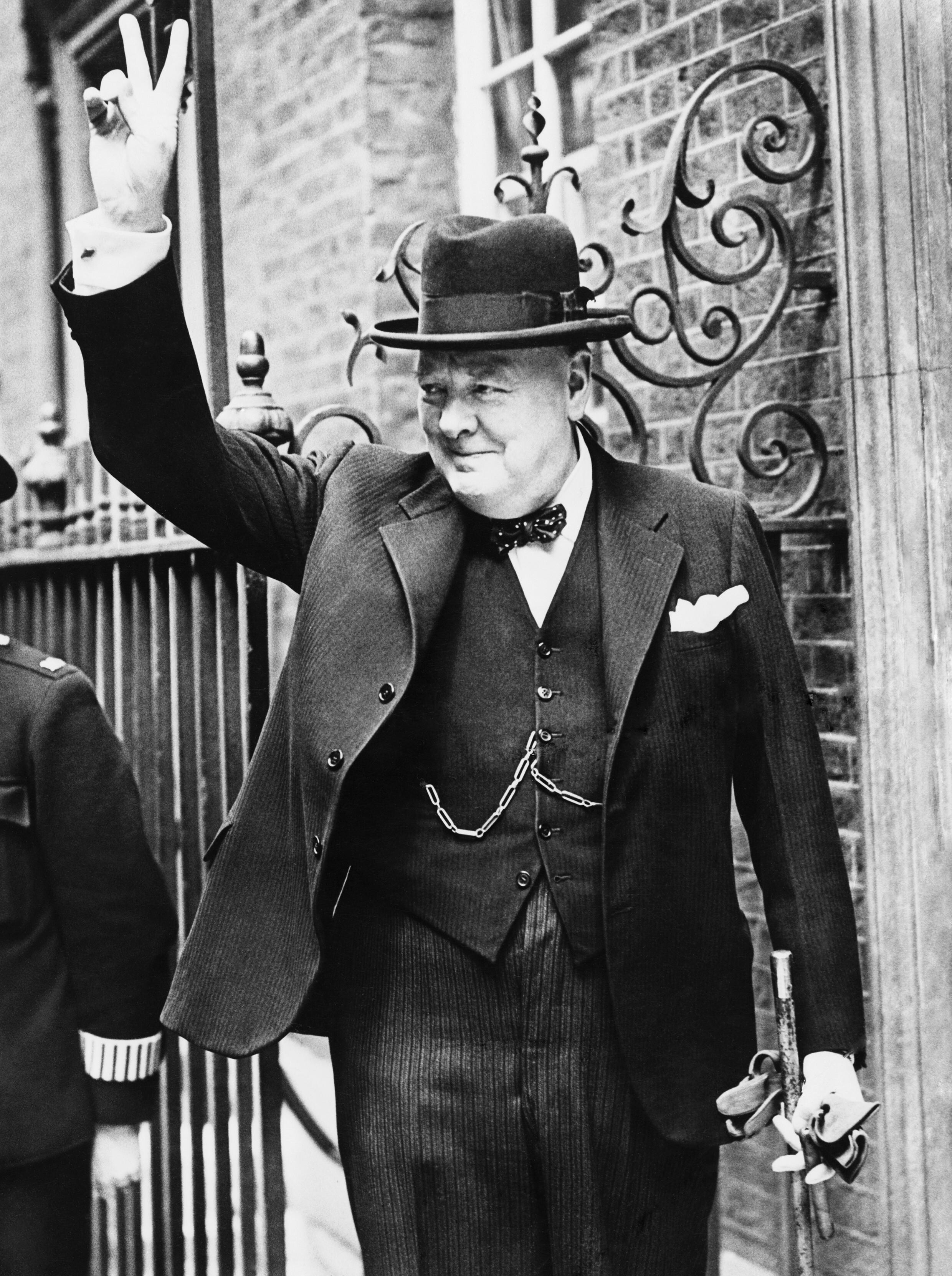
Winston Churchill care iese din numărul 10, arătând semnul „V” pentru „Victorie”

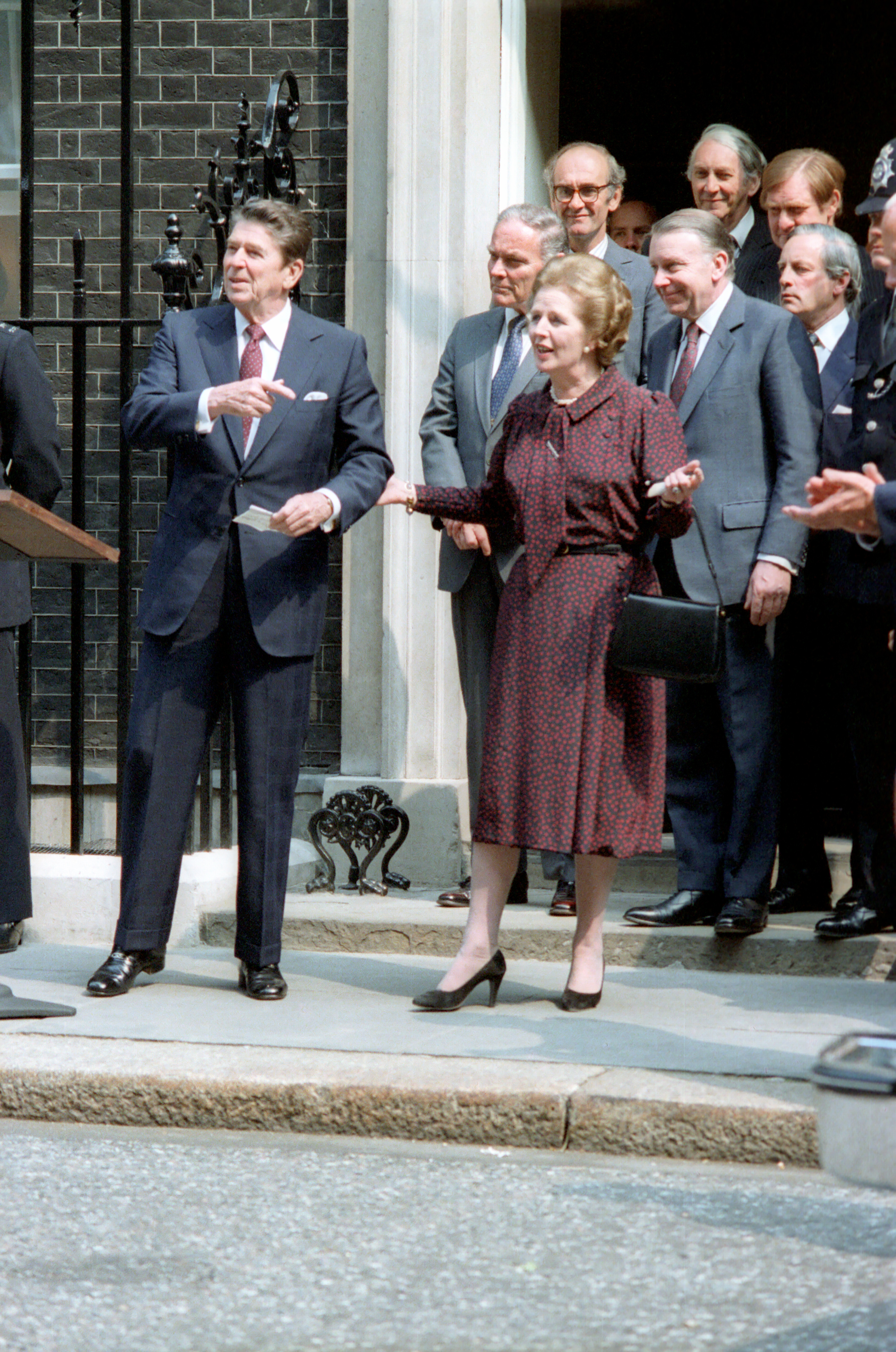
Prim-ministrul Margaret Thatcher și președintele american Ronald Reagan la 10 Downing Street în 1982.

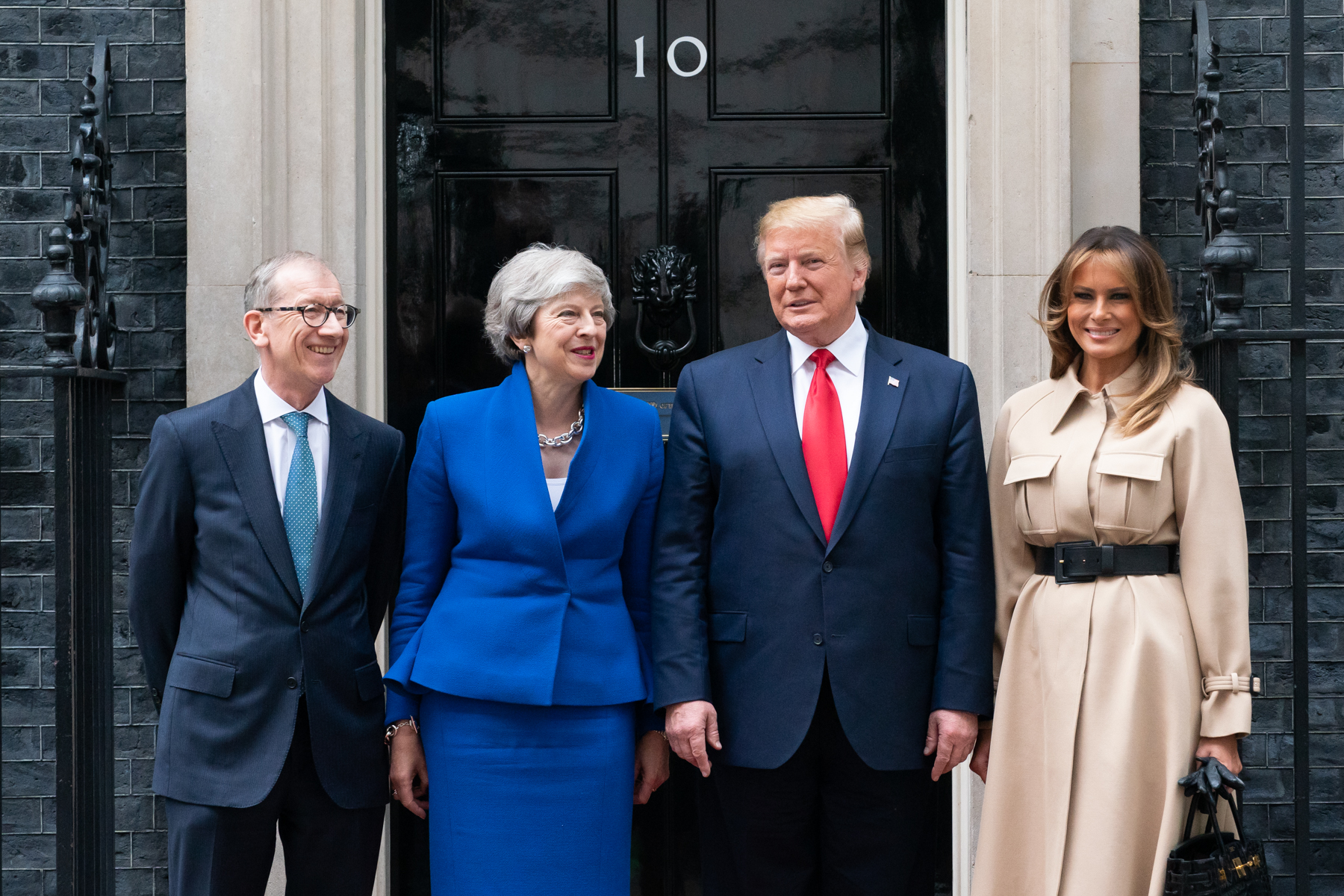
Fostul premier Theresa May și soțul ei Philip se întâlnesc cu președintele american Donald Trump și soția sa Melania.

## 10 Downing Street astăzi
Locuitorii actuali din 10 Downing Street sunt:
- Primul Lord al Trezoreriei (Prim-Ministrul Regatului Unit)

În prezent, casa găzduiește camera cabinetului britanic, în care au loc ședințele de cabinet din Marea Britanie, prezidată de prim-ministrul rezident, Keir Starmer. De asemenea, găzduiește biroul executiv al premierului care se ocupă de logistică și diplomație în ceea ce privește guvernul Regatului Unit.

## Camere și caracteristici speciale

### Ușă principală și holul de intrare

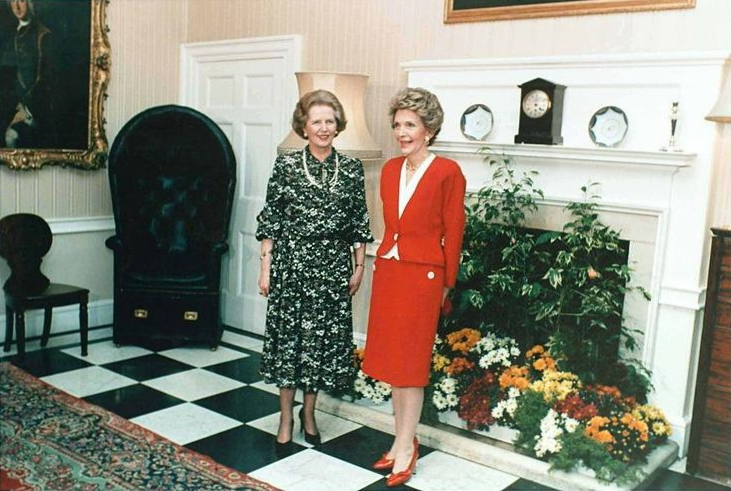
Prim-ministrul Margaret Thatcher, alături de prima doamnă americană Nancy Reagan, în 1986, în holul de la intrare, cu podeaua sa din marmură albă și neagră.

După atacul IRA din 1991, ușa originală din stejar negru a fost înlocuită cu una din oțel rezistent la explozie. Înlăturată regulat pentru recondiționare și înlocuită cu o replică, este atât de grea încât este nevoie de opt persoane pentru a o ridica. Cutia de scrisori din aramă poartă încă legenda „Primul Lord al Trezoreriei”. Ușa originală a fost expusă în Muzeul Churchill la Cabinet War Rooms.
Ușa nu poate fi deschisă din exterior. Cineva se află întotdeauna înăuntru care să o deschidă.
Dincolo de ușă, Couse a instalat plăci de marmură albă și neagră în holul de la intrare, care sunt încă în uz. Un scaun pentru paznic proiectat de Chippendale se află într-un colț. Cândva folosit de polițiștii care stăteau de pază pe stradă, acesta are o „capotă” neobișnuită, concepută pentru a-i proteja de vânt și frig și un sertar dedesubt pentru cărbuni fierbinți. Zgârieturile de pe brațul drept sunt cauzate de pistoalele paznicilor care se frecau de piele.
Nr. 10 Downing Street are un ascensor.

### Scara principală
Când William Kent a reconstruit interiorul între 1732 și 1734, meșterii săi au creat o scară triplă din piatră. Secțiunea principală nu avea suporturi vizibile. Cu o balustradă din fier forjat, înfrumusețată cu un model de defilare și o balustradă de mahon, se înalță de la nivelul grădinii până la etajul trei. Scara lui Kent este prima caracteristică arhitecturală văzută de vizitatori când intră în numărul 10. Gravuri în alb și negru și fotografii ale tuturor prim-miniștrilor din trecut sunt amplasate pe perete. Sunt rearanjate ușor pentru a face loc la fiecare fotografie a fiecărui nou prim-ministru. Există o excepție: Winston Churchill este reprezentat în două fotografii. În partea de jos a scării sunt fotografii de grup ale prim-miniștrilor cu miniștrii lor de cabinet și reprezentanți la conferințele imperiale.

### Camera cabinetului

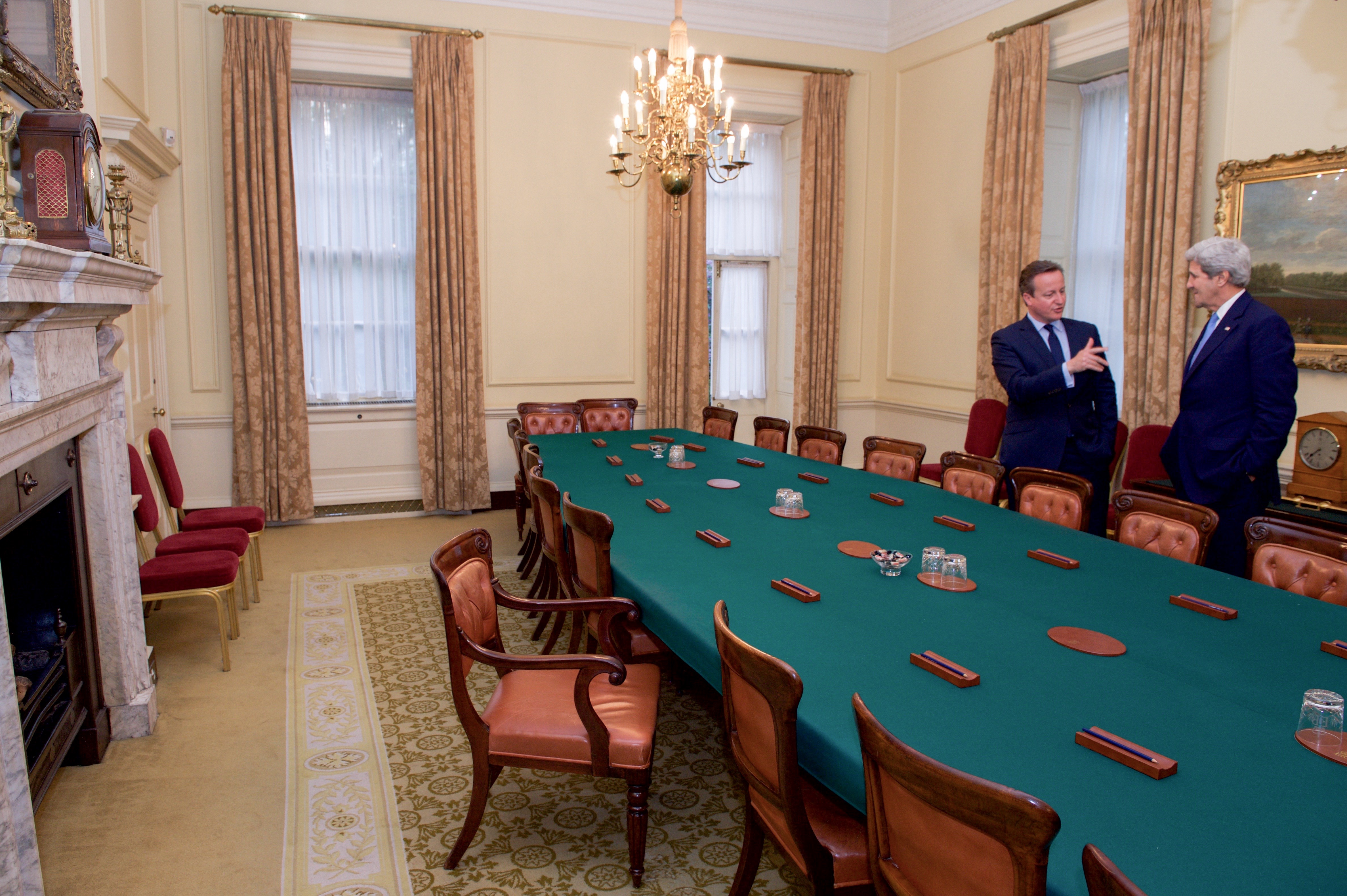
David Cameron arătându-i lui John Kerry camera cabinetului din 2016

Deși Kent a intenționat ca Primul Lord să folosească acest spațiu ca birou, camera  a fost folosită foarte rar în acest scop. A fost aproape întotdeauna camera cabinetului, cu unele excepții. Stanley Baldwin a folosit camera cabinetului drept birou. Câțiva prim-miniștri, precum Tony Blair, au lucrat ocazional la masa cabinetului. Vopsită în alb, cu ferestre mari de la podea până în tavan de-a lungul unuia dintre pereții lungi, camera este luminoasă. Din tavanul înalt atârnă trei candelabre de aramă. Masa de cabinet, cumpărată în perioada Gladstone, domină camera. Blatul modern în formă de barcă, adăugat de Harold Macmillan la sfârșitul anilor '50, este susținut de picioare mari de stejar. Masa este înconjurată de scaune de mahon solide, sculptate, care datează tot din epoca Gladstone. Scaunul prim-ministrului, singurul cu brațe, este situat la jumătatea lateralei lungi în fața șemineului de marmură, cu fața spre ferestre. Atunci când nu este utilizat, este poziționat într-un unghi pentru un acces ușor. Singura imagine din cameră este o copie a unui portret al lui Sir Robert Walpole de Jean-Baptiste van Loo atârnat deasupra șemineului. Fiecărui membru al Cabinetului i se alocă un scaun în funcție de senioritate. Sugative înscrise cu titlurile lor le marchează locurile.
Primul Lord nu are un birou desemnat în numărul 10. Fiecare și-a ales una dintre camerele alăturate drept biroul său privat.

### Saloane de stat
Numărul 10 are trei saloane de stat inter-conectate: Salonul cu Pilaștri, Salonul de Teracotă și Salonul Alb. (Vezi cele trei saloane de stat.)

#### Salonul cu Pilaștri

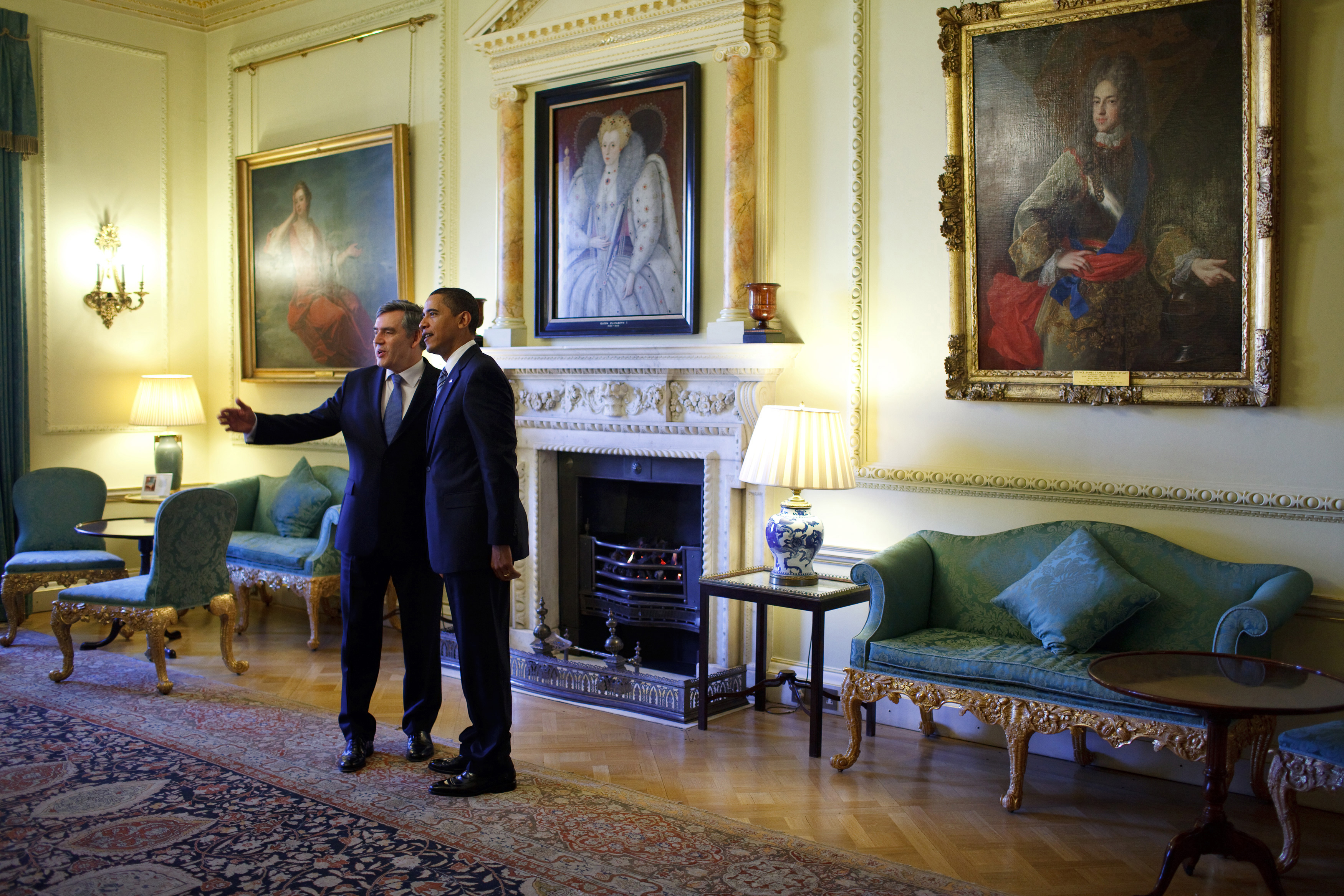
Primul ministru Gordon Brown și președintele SUA, Barack Obama, în Camera cu Pilaștri, 2009

Cel mai mare este Salonul cu Pilaștri, despre care se crede că a fost creată în 1796 de Taylor. Are o lungime de 11 m și o lățime de 8,5 m. Numele vine de la cei doi pilaștri ionici cu baze drepte din capătul camerei. Astăzi, deasupra șemineului este amplasat un portret al reginei Elisabeta I. În timpul premierului Thatcher (1979–1990), era amplasat un portret al lui William Pitt pictat de Romney.
Un covor persan acoperă aproape întreaga podea. Fiind o copie a unui original din secolul al XVI-lea păstrat acum în Muzeul Victoria și Albert, are o inscripție țesută  care scrie: „Nu am niciun refugiu în lume decât pragul tău. Capul meu nu are altă protecție decât acest portic. Lucrarea unui sclav al lăcașului sfânt, Maqsud din Kashan în anul 926 "(anul islamic corespunzător anului 1520).

#### Salonul de teracotă
Salonul de teracotă se află la mijlocul celor trei saloane. A fost folosit drept sufragerie când Sir Robert Walpole era prim-ministru. Numele se schimbă în funcție de culoarea în care este pictat. Când Margaret Thatcher a venit la putere, era Camera Albastră. Ea a redecorat-o și a redenumit-o Camera Verde. Acum este vopsit în culoarea teracotei.

#### Salonul alb

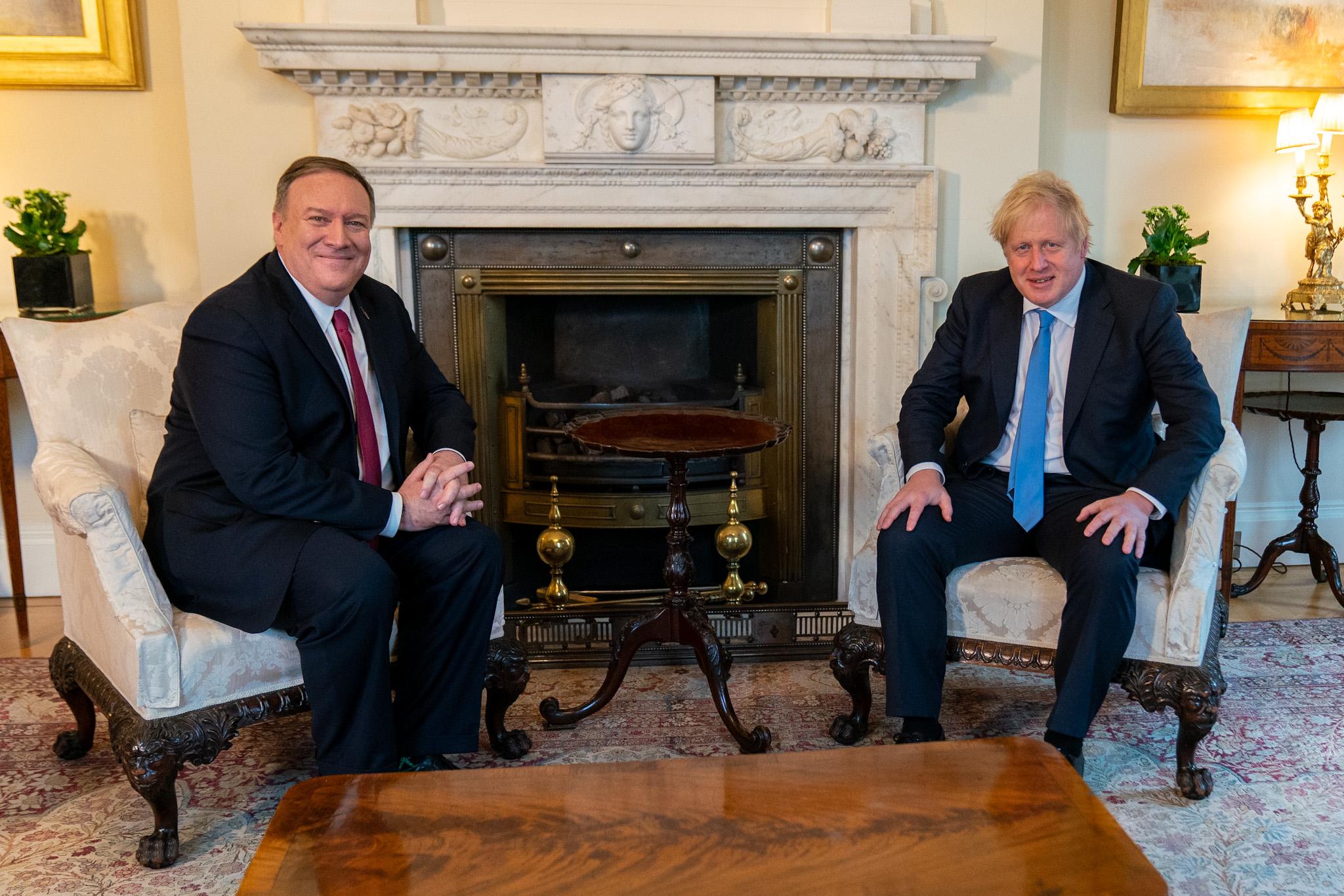
Boris Johnson discută cu Mike Pompeo în salonul alb de stat

Până în anii 40, salonul alb erau pentru uzul private al prim-miniștrilor și partenerilor acestora. Aici își ținea pianul Edward Heath. Este adesea folosit drept fundal pentru interviuri televizate și este utilizat în mod regulat ca sală de ședințe pentru personalul din Downing Street. Camera este legată de camera de teracotă de alături. În reconstrucția de la sfârșitul anilor '80, Quinlan Terry a folosit coloane corintene și a adăugat ornamente centrale în stil baroc pe tavan și mulaje la colțuri cu cele patru flori naționale ale Regatului Unit: trandafir (Anglia), scaiete (Scoția), narcisă (Țara Galilor) și trifoi (Irlanda de Nord).

### Sufrageria de stat
Când Frederick Robinson (mai târziu Lord Goderich) a devenit ministru de finanțe în 1823, a decis să lase o moștenire personală națiunii. În acest scop, el l-a angajat pe Sir John Soane, arhitectul care proiectase Banca Angliei și multe alte clădiri celebre, pentru a construi o sufragerie de stat pentru numărul 10. Începută în 1825 și finalizată în 1826 la un cost de 2.000 lire sterline, încăperea este spațioasă, cu panouri de stejar și mulaje din stuf. Aflată la primul etaj, tavanul său boltit și arcuit se înalță până la următorul etaj, astfel încât camera ocupă de fapt două etaje. Cu dimnesiunile de 12,8 și 7,9 m, este cea mai mare cameră din numărul 10. Soane a fost oaspete de onoare când sala de mese a fost utilizată pentru prima dată pe 4 aprilie 1826.

### Bucătăria mare

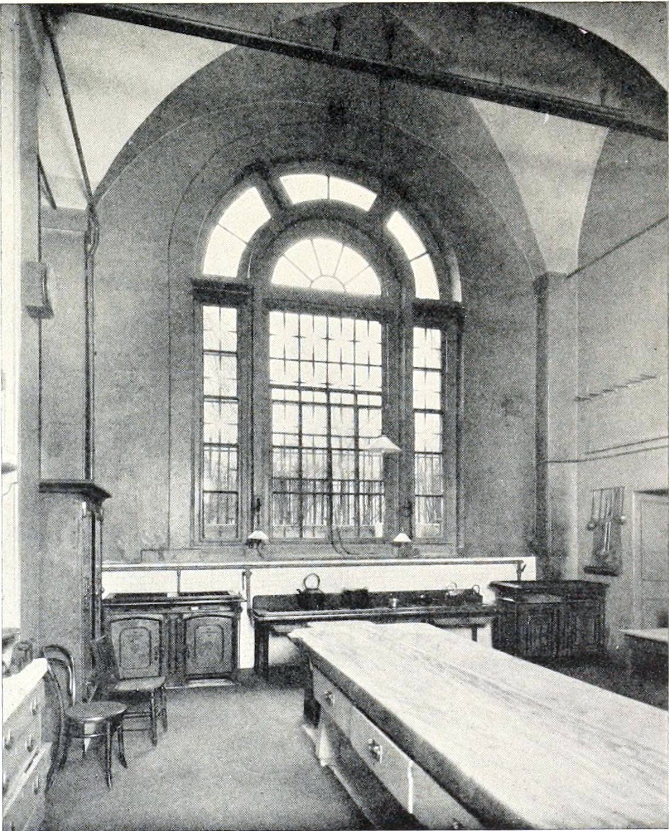
Bucătăria mare, 1931

Marea bucătărie situată la subsol a fost o altă parte a renovărilor începute în 1783, probabil sub conducerea lui Robert Taylor. Foarte rar văzută de oricine altcineva decât personalul, spațiul are două etaje, cu o fereastră imensă arcuită și tavan boltit. În mod tradițional, acesta a avut întotdeauna o masă de lucru centrală, lungă 4,3 m, lată de 91 cm și groasă de 13 cm.

### Sufrageria mică
Deasupra bucătăriei boltite a lui Taylor, între camera cu pilaștri și sufrageria de stat, Soane a creat o sufragerie mai mică (numită uneori camera de mic dejun) care încă mai există.

## Securitatea după atentatul din 1991

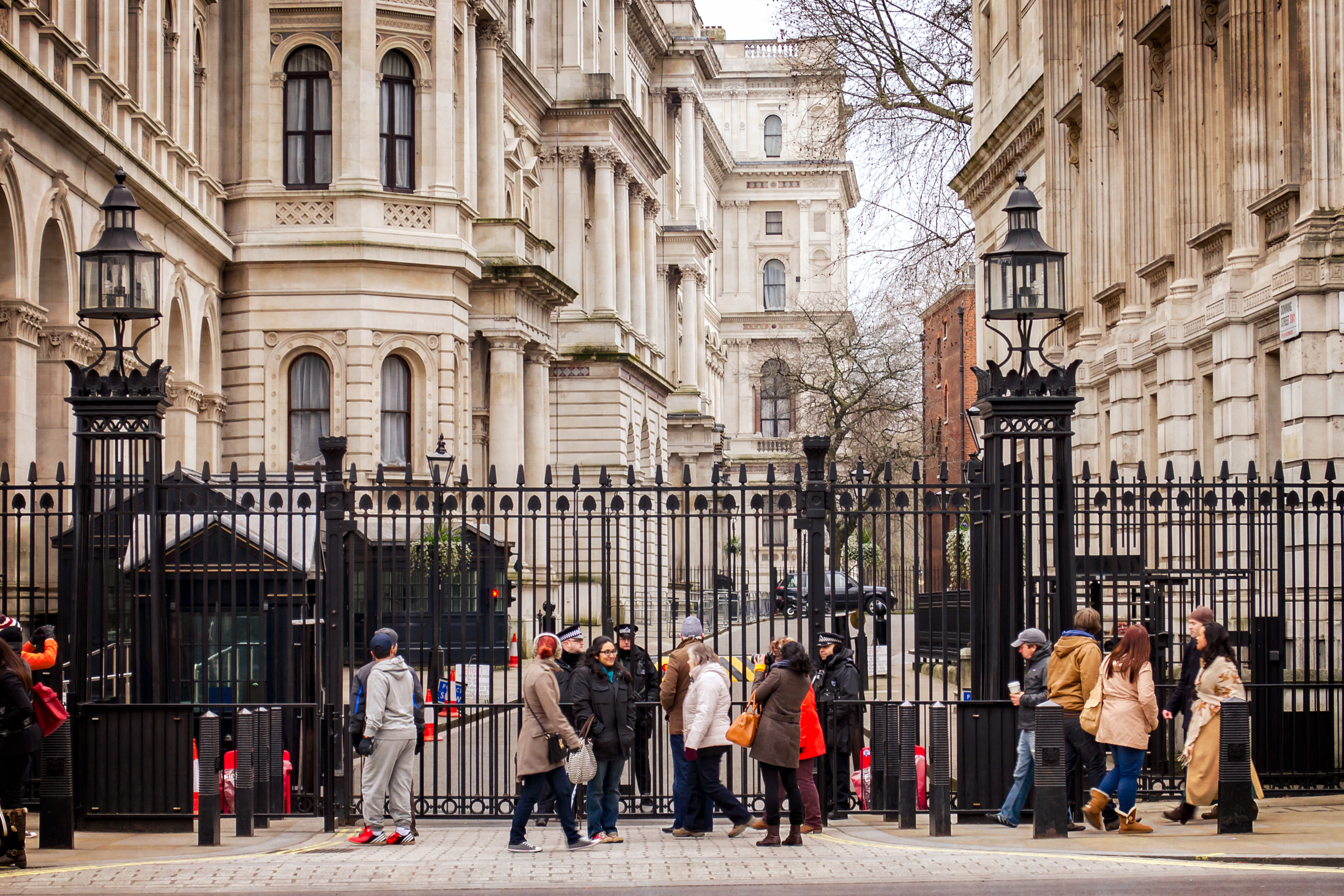
Porțile de la intrarea principală pe Downing Street

Pentru cea mai mare parte a istoriei sale, numărul 10 a fost accesibilă publicului. Securitatea timpurie era formată din doi polițiști. Unul stătea de pază afară în fața ușii, iar celălalt era staționat în interior pentru a o deschide. Deoarece ușa nu avea gaură de cheie, ofițerul din interior depindea doar de ofițerul de afară.
În timpul premierului Thatcher, amenințările teroriste au dus la implementarea unui al doilea nivel de securitate. La ambele capete ale străzii au fost adăugate porți păzite. Vizitatorii puteau astfel fi verificați înainte de a se apropia de ușă.
În ciuda măsurii suplimentare, pe 7 februarie 1991 IRA a folosit o autoutilitară pe care au parcat-o în Whitehall pentru a lansa un proiectil de mortier spre numărul 10. Acesta a explodat în grădina din spate, în timp ce prim-ministrul John Major prezida ședința cabinetului. Major s-a mutat la Admiralty House pe durata reparațiilor. Această breșă de securitate a dus la adăugarea de case de pază la capetele străzii, precum și alte măsuri mai puțin vizibile. Fiecare casă de pază este formată din mai mulți polițiști înarmați. Grupul de protecție diplomatică (DPG) al Serviciului de Poliție Metropolitană oferă protecție generală și acționează în urma informațiilor din MI5.

## Legături externe
- Number 10 official website
  - Prime Ministers in History
  - History of the building
  - Virtual Tour of 10 Downing Street
- Photos from the Prime Minister's Office
- 10 Downing Street section from the Survey of London
  - Plans of 10, 11 and 12 Downing Street (published 1931): ground; first; second and third floors
- 10 Downing Street on Facebook